# 3406 Омськ
3406 Омськ (3406 Omsk) — астероїд головного поясу, відкритий 21 лютого 1969 року.
Тіссеранів параметр щодо Юпітера — 3,299.